# Flora (wijk in Paramaribo)
Flora is een wijk van de Surinaamse hoofdstad Paramaribo, behorend tot het gelijknamige (maar veel grotere) ressort Flora.

## Ligging
Flora ligt ten westen van de wijk Zorg en Hoop, en wordt begrensd door Zorg en Hoop Airport en de Verlengde Coppenamestraat of Jagernath Lachmonstraat ten noorden, door de Mattonshoopkreek ten westen, door de Saramaccadoorsteek ten zuiden en de Coesewijnestraat ten oosten.

## Functie
Flora geldt als een echte, grote volkswijk met dichte bebouwing, voor een flink deel sociale woningbouw. Er zijn verschillende lagere scholen, er is een Mulo, en er zijn verschillende sportvelden, alsook de AMOS-sporthal aan de Orvistraat en de Anthony Nesty-sporthal aan de Verlengde Coppenamestraat. Aan de zuidelijkste straat, de Duisburglaan, is veel economische activiteit, waarbij de bedrijven voor hun bevoorrading kunnen profiteren van het feit dat hun terrein grenst aan de Saramaccadoorsteek. Aan de Duisburglaan is ook het ministerie van Openbare Werken & Verkeer gelegen.